# Lucius Opimius
Lucius Opimius was een Romeins politicus uit de 2e eeuw v.Chr.
Opimius wordt voor het eerst genoemd in 125 v.Chr. toen hij een opstand van de Latijnse stad Fregellae neersloeg. In 121 v.Chr. werd hij samen met Quintus Fabius Maximus Allobrogicus tot consul gekozen. 
Terwijl Fabius op campagne was in Gallië, raakte Opimius betrokken bij een van de belangrijkste politieke gebeurtenissen uit de geschiedenis van de Romeinse Republiek. Gaius Gracchus en Marcus Fulvius Flaccus waren in het jaar 122 tribunus plebis en wilden het jaar erop worden herkozen. Toen zij hier niet in slaagden organiseerde Flaccus een massaal protest op de Aventijn. De senaat vaardigde hierop voor Lucius Opimius een senatus consultum ultimum uit, een noodverordening om de republiek te verdedigen en de orde te herstellen. Opimius interpreteerde zijn opdracht zo dat hij dit met alle mogelijke middelen, inclusief geweld, mocht doen. Hij verzamelde een klein leger van senatoren en hun aanhangers en viel de opstandelingen hiermee aan. Tijdens de hevige gevechten die ontstonden werden Gracchus, Flaccus en veel van hun medestanders gedood. Daarna stelde Opimius een tribunaal in dat nog eens 3000 vermeende aanhangers van Gracchus ter dood veroordeelde.
Nadat de rust was teruggekeerd herbouwde Opimius de tempel van Concordia (eendracht) op het Forum Romanum, en bouwde er de naar hem vernoemde Basilica Opimia naast.
Vanwege deze gewelddadige acties werd Opimius na afloop van zijn consulaat in 120 door een tribunus plebis aangeklaagd wegens hoogverraad. Hij werd in de rechtszaak echter met succes verdedigd door de consul Gaius Papirius Carbo, die nota bene bekendstond als een vriend van de Gracchen. De overwinning van Opimius zorgde ervoor dat het senatus consultum ultimum een veel gebruikt machtsmiddel werd tijdens de latere jaren, toen de republiek steeds verder afgleed in geweld en burgeroorlog.
In 116 v.Chr. was Opimius leider van een commissie die Numidië verdeelde tussen Jugurtha en zijn broer Adherbal van Numidië. Deze commissie werd er later van verdacht door Jugurtha te zijn omgekocht en er werd een tribunaal ingesteld dat onderzoek deed naar de gang van zaken tijdens de verdeling. Opimius werd gedwongen in ballingschap te gaan in Dyrrachium, waar hij later stierf.